# Tobias Haas
Tobias Haas (* 26. Dezember 1973) ist ein deutscher Filmeditor.
Tobias Haas ist seit Ende der 1990er Jahre im Filmschnitt tätig. 2005 wurde er für den Film Kebab Connection für den Deutschen Kamerapreis (bester Schnitt) sowie 2021 für den Film Nicht tot zu kriegen für die Romy nominiert. Sein Schaffen umfasst rund 40 Produktionen.

## Filmografie (Auswahl)
- 2001: Nichts bereuen
- 2003: Verschwende deine Jugend
- 2004: Kebab Connection
- 2006: Wo ist Fred?
- 2006: Arme Millionäre (Fernsehserie, 6 Folgen)
- 2007: Vorne ist verdammt weit weg
- 2008: Sommer
- 2010: Rock It!
- 2011: Laconia
- 2012: Fünf Freunde
- 2012: Yoko
- 2012: Reiff für die Insel – Neubeginn
- 2013: Unsere Mütter, unsere Väter
- 2013: Fünf Freunde 2
- 2014: Fünf Freunde 3
- 2014: Besser als Nix
- 2015: Ostwind 2
- 2015: Kleine Ziege, sturer Bock
- 2015: Eine wie diese
- 2016: Die wilden Kerle – Die Legende lebt!
- 2016: Verrückt nach Fixi
- 2017: Jugend ohne Gott
- 2017: Ostwind – Aufbruch nach Ora
- 2018: Fünf Freunde und das Tal der Dinosaurier
- 2019: Traumfabrik
- 2020: Friesland: Aus dem Ruder
- 2020: Nicht tot zu kriegen
- 2020: Harter Brocken: Die Fälscherin
- 2021: Die Welt steht still
- 2021: Ostwind – Der große Orkan
- 2022: Der junge Häuptling Winnetou
- 2022: Das Wunder von Kapstadt (Fernsehfilm)
- 2022: Strafe – Das Seehaus (Fernsehreihe)
- 2024: Unsichtbarer Angreifer
- 2024: Maxton Hall (Fernsehserie, 3 Folgen)
- 2024: Achtsam Morden (Fernsehserie, 3 Folgen)